# Моулер, Клив
Клив Барри Моулер (Молер) (англ. Cleve Barry Moler; род. 17 августа 1939, Солт-Лейк-Сити) — американский математик и программист, специализирующийся на численном анализе . В середине и конце 1970-х годов он был одним из авторов библиотек численных вычислений на языке Фортран LINPACK и EISPACK. Он изобрёл MATLAB, пакет для численных вычислений, чтобы предоставить своим студентам в Университете Нью-Мексико лёгкий доступ к этим библиотекам без написания кода на языке Фортран. В 1984 году стал одним из основателей MathWorks вместе с Джеком Литтлом, чтобы коммерциализировать эту программу.

## Биография
Получил степень бакалавра в Калифорнийском технологическом институте в 1961 году и степень доктора философии Стэнфордского университета, обе по математике. Работал на Чарльза Лоусона в Лаборатории реактивного движения в 1961 и 1962 годах.
Был профессором математики и компьютерных наук в течение почти 20 лет в Мичиганском университете, Стэнфордском университете и Университете Нью-Мексико. До прихода в MathWorks на полную ставку в 1989 году также работал в Intel Hypercube, где он ввёл термин «чрезвычайная параллельность», и в Ardent Computer Corporation. Является соавтором четырёх учебников по численным методам и является членом Ассоциации вычислительной техники. Был президентом Общества промышленной и прикладной математики 2007-2008.

## Награды и звания
Избран в Национальную инженерную академию 14 февраля 1997 года.
- Почётную степень в Университете Линчёпинга, Швеция.
- Почётную степень доктора математики в Университете Ватерлоо 16 июня 2001 года. 30 апреля 2004 года он назначен почётным доктором (doctor technics, honoris causa) в Техническом университете Дании.
- В апреле 2012 года IEEE Computer Society назвала его лауреатом премии Computer Pioneer Award 2012[6].
- В феврале 2014 года IEEE присудила медаль Джона фон Неймана 2014 года Джона фон Неймана[7].
- В апреле 2017 года он стал человеком Музея компьютерной истории[8][9].

## Публикации
- Форсайт, Джордж Э., Малкольм, Майкл А., Moler, Клив Б., "Компьютерные методы математических вычислений", Prentice-Hall Series в автоматическом вычислениям, Prentice-Hall ., Englewood Cliffs, NJ, 1977. MR 0458783 ISBN 0-13-165332-6
- Moler, Cleve B., "Численные вычисления с MATLAB", Общество промышленной и прикладной математики, 2004, ISBN 978-0-89871-560-6